# Miłość i inne używki
Miłość i inne używki (ang. Love and Other Drugs, 2010) – amerykańska komedia romantyczna w reżyserii Edwarda Zwicka. Film jest adaptacją książki Hard Sell: The Evolution of a Viagra Salesman autorstwa Jamiego Reidy.

## Fabuła
Jamie, bon vivant i kobieciarz, właśnie traci pracę sprzedawcy. Zostaje przedstawicielem farmaceutycznym i przez przypadek poznaje 28-letnią, chorą na Parkinsona, Maggie − dziewczynę, która nie daje się łatwo sklasyfikować. Początkowo łączy ich tylko seks, stopniowo jednak między młodymi zaczyna rodzić się miłość.

## Obsada
- Jake Gyllenhaal jako Jamie Randall
- Anne Hathaway jako Maggie Murdock
- Oliver Platt jako Bruce Jackson
- Hank Azaria jako dr Stan Knight, szef Jamiego
- Josh Gad jako Josh Randall, brat Jamiego
- Judy Greer jako Cindy
- Gabriel Macht jako Trey Hannigan
- George Segal jako dr James Randall, ojciec Jamiego
- Jill Clayburgh jako Nancy Randall, matka Jamiego
- Katheryn Winnick jako Lisa
- Jaimie Alexander jako Carol
- Nikki DeLoach jako Christy

## Nagrody i nominacje
Złote Globy 2010
- nominacja: najlepszy aktor w filmie komediowym lub musicalu − Jake Gyllenhaal
- nominacja: najlepsza aktorka w filmie komediowym lub musicalu − Anne Hathaway

Nagroda Satelita 2010
- nagroda: najlepsza aktorka w filmie komediowym lub musicalu − Anne Hathaway
- nominacja: najlepszy aktor w filmie komediowym lub musicalu − Jake Gyllenhaal